# Adatformátum
Az adatformátum egy informatikai alapfogalom, amely részletesen leírja az adatok betöltésének, tárolásának vagy feldolgozásának program szerinti értelmezését. Bizonyos fogalmi környezetekben az adatformátum fogalmát a fájlformátum, illetve a fájltípus fogalmak szinonimájaként is alkalmazzák. Minden fájlformátum egyben adatformátum, de nem minden adatformátum fájlformátum. Így például egy adatformátum akár több fájlból is állhat, melyek különböző fájlformátumokhoz tartozhatnak. Vagy éppen ellenkezőleg: egy adatformátum jelentheti csupán egyetlen fájl egy jól behatárolt fájlrészletének részletes program szerinti értelmező leírását is. 

## Fordítás
Ez a szócikk részben vagy egészben a Datenformat című német Wikipédia-szócikk fordításán alapul.  Az eredeti cikk szerkesztőit annak laptörténete sorolja fel. Ez a jelzés csupán a megfogalmazás eredetét és a szerzői jogokat jelzi, nem szolgál a cikkben szereplő információk forrásmegjelöléseként.